# Thorpe Acre
Thorpe Acre – osada w Anglii, w hrabstwie Leicestershire. Leży 18 km na północ od miasta Leicester i 161 km na północny zachód od Londynu.